# Арсланов, Леонид Шайсултанович
Леони́д Шайсулта́нович Арсла́нов (11 декабря 1935, Мари-Ямалы, Актанышский район, ТАССР, РСФСР, СССР — 27 июля 2020, Елабуга, Татарстан, Россия) — советский и российский лингвист, специалист по тюркским и финно-угорским языкам, топонимике и ономастике, переводчик. Один из первых и крупнейших исследователей этноязыкового разнообразия Нижнего Поволжья и в особенности Астраханской области. Заслуженный деятель науки Российской Федерации и Республики Татарстан.

## Биография
Родился в марийской семье в ныне опустевшей деревне Мари-Ямалы Татаро-Ямалинского сельсовета Актанышского района Татарской АССР. С детства владел марийским, татарским и русским языками.
Учился в педагогическом училище в Мензелинске, затем работал учителем в селе Татарские Ямалы. С 1952 по 1954 год служил в рядах Советской Армии. В 1955 году поступил в Елабужский педагогический институт (сегодня — Елабужский институт КФУ). В 1960 году закончил обучение и был принят ассистентом на кафедру татарского языка и литературы того же института, где и проработал большую часть жизни. Скончался 27 июля 2020 года на восемьдесят восьмом году жизни.

## Научная деятельность
В 1966 году Арсланов защитил кандидатскую диссертацию по теме «Татарские говоры правобережных районов Татарской и Чувашской АССР» под руководством Л. Т. Махмутова в Институте литературы и истории имени Г. Ибрагимова в Казанском университете, после чего вернулся в Елабугу и стал преподавать в местном пединституте. В 1968 году получил звание доцента.
В 1983 году защитил докторскую диссертацию по теме «Формирование и развитие островных языков и диалектов на материале тюркских языков и диалектов Волгоградской, Астраханской областей, Ставропольского края и Калмыцкой АССР» в Институте языкознания Академии наук Казахской ССР в Алматы. В 1985 году присвоено звание профессора. С 1987 по 1991 год был заведующим кафедрой татарского языка и литературы Елабужского государственного педагогического института. Преподавал курсы «Татарская диалектология», «Историческая грамматика татарского языка», «Ономастика и краеведение» и другие. Участвовал в четырёх международных конгрессах финно-угроведов и тюркологов в Сыктывкаре (1985), Пятигорске (1990), Казани (1995), Омске (1997).

### Экспедиции
Арсланов организовал десятки научных экспедиций в места компактного проживания носителей различных тюркских и финно-угорских языков — татарского, ногайского, марийского, чувашского и других, занимался сбором диалектологических, социолингвистических и исторических данных, фольклорного материала, составлением грамматик и словарей. Особенно часто занимался полевыми исследованиями в Астраханской области, куда начал ездить в 1970-х. Стал первым исследователем параногайских идиомов Нижнего Поволжья — карагашского, юртовского и утарского — и первым лингвистом, назвавшим их самостоятельными языками.

## Переводы
Помимо научной работы Арсланов занимался переводами с изучаемых им языков. Так, он перевёл с не имеющего литературной нормы юртовского языка, записанного в «наивной орфографии», на татарский повесть астраханского писателя, первого ногайского драматурга Басира Абудллина, изданную под названием «Байлык исереклегендә» (тат. Байлык исереклегендә — «В опьянении богатством»).

## Избранные публикации
- Арсланов Л. Ш. Некоторые особенности говора мордвы-каратаев // Этногенез мордовского народа. — Саранск, 1965. — С. 396‒401.
- Арсланов Л. Ш. Язык алабугатских татар Каспийского района Калмыцкой АССР. — Казань: Казанский государственный педагогический институт, 1988. — 108 с.
- Арсланов Л. Ш. Язык карагашей-ногайцев Астраханской области. — Набережные Челны: Елабужский государственный педагогический институт, 1991. — 161 с.
- Арсланов Л. Ш. Финно-угорский пласт в топонимии Агрызского района Татарстана // Вопросы марийской ономастики. — 1993. — № 8. — С. 31‒43.
- Арсланов Л. Ш. Татары Нижнего Поволжья и Ставрополья (Язык. Фольклор. Словарь). — Набережные Челны: Камаз, 1995. — 192 с.
- Арсланов Л. Ш. Астраханских ногайцев-карагашей язык // Языки мира: Тюркские языки. — Бишкек: Кыргызстан, 1996. — С. 187—194.
- Арсланов Л. Ш. Исследования по финно-угристике. — Елабуга, 2001. — 224 с.
- Арсланов Л. Ш. Роль тюркизмов в марийском языке // Проблемы словообразования в тюркских языках. — Казань: Фикер, 2002. — С. 42‒46.
- Арсланов Л. Ш. Исследования по финно-угорской и тюркской ономастике. — Елабуга, 2005. — 112 с.